# Neoechinorhynchus logilemniscus
Neoechinorhynchus logilemniscus är en hakmaskart som beskrevs av Yamaguti 1954. Neoechinorhynchus logilemniscus ingår i släktet Neoechinorhynchus och familjen Neoechinorhynchidae. Inga underarter finns listade i Catalogue of Life.